# Jegunovce
Jegunovce (mazedonisch Јегуновце; albanisch definit Jegunoci, indefinit Jegunoc) ist ein Ort in Nordmazedonien. Er ist Hauptsitz der gleichnamigen Gemeinde und befindet sich im Nordwesten des Landes, in etwa zwischen der Hauptstadt Skopje und Tetovo. Der Vardar verläuft am nordöstlichen Rande der Ortschaft.
Gemäß zuletzt durchgeführter Volkszählung von 2021 hat Jegunovce 705 Einwohner, mehrheitlich Mazedonier.
Im Ort befindet sich das metallurgische Kombinat Jugohrom, das hier zu Zeiten der SFR Jugoslawien errichtet wurde. Es stand zuletzt massiv in Kritik, da von der Ferrolegierungsanlage eine extreme Luftverschmutzung ausging, welche beispielsweise für Tetovo zu einer über 20-fach höheren Feinstaubbelastung als dem von der EU vorgegebenen Richtwert führte. Unter anderem durch Druck von Nichtregierungsorganisationen sowie Massenprotesten ist die Anlage 2016 geschlossen worden.
Der lokale Fußballverein des Ortes ist der nach dem vorgenannten Unternehmen benannte FK Jugohrom.